# 高承簡
高承简（8世纪？—827年9月6日），唐朝官员，高崇文之子。
高承简年轻时为忠武军部将，后入神策军。唐宪宗以高崇文征刘辟之功，拜高承简为嘉王傅。裴度征蔡州吴元济，奏高承简以本官兼御史中丞，为其军都押衙。平淮西之后，朝廷以郾城、上蔡、遂平、西平等县为溵州，治所在郾城，高承简为溵州刺史。开屯田，修堤防，靠近溵水二百里地不再有水灾，全为良田。吴元济修筑武宫以夸耀武力，高承简将其铲平，用家财安葬尸骨。修儒宫，备俎豆等礼器，按时行礼。田野有荆葵果实，百姓得以食用。将吏立石颂功。转任邢州刺史，观察使催促田赋很急，高承简替数百下户交纳田租。转任宋州刺史，汴州兵变，部将李㝏行帅事。李㝏派部将至宋州索要财物，高承简将他囚禁。汴使前后来了几个人，全被他抓起来，一天一起出斩于军门之外。李㝏派军攻打，宋州三城，南城已陷，高承简保北两城抗拒，一共十余战。徐州救兵至，李㝏为汴将李质擒获，传送京师，宋州围兵逃走。长庆二年八月十九丁丑日（822年9月8日），朝廷以宋州刺史高承简为检校左散骑常侍、兖州刺史、兖海沂密等州节度观察处置等使。转任检校工部尚书、义成军节度、郑滑颍等州观察处置等使。长庆四年十二月初九癸未日（825年1月1日），加检校尚书右仆射。入朝拜右金吾卫大将军，充右街使。宝历二年四月初五壬寅日（826年5月15日），以右金吾卫大将军高承简为邠宁庆等州节度观察处置等使。吐蕃多在秋天犯西边，高承简请在宁州驻军防备。得病，上书请求入觐。太和元年八月十二辛丑日（827年9月6日），走到永寿县传舍去世，赠司空，谥敬。